# Beauty Water
Beauty Water (koreanisch 기기괴괴 성형수 Gi-gi-goe-goe Seong-hyeong-su) ist ein südkoreanischer Animationsfilm aus dem Jahr 2020, basierend auf dem Webtoon Tales of the Unusual von Oh Seong-dae.

## Inhalt
Die junge, übergewichtige Maskenbildnerin namens Ye-ji kümmert sich um berühmte Schauspieler. Plötzlich entdeckt sie im Internet das Schönheitsprodukt „Beauty Water“, mit dem Ye-ji ihr Übergewicht beseitigen möchte und sie ihren Körper nach Belieben neu formen kann. Nach ihren ersten Einkauf wird sie nach dem Produkt süchtig und sie fängt an paranoid zu werden.

## Veröffentlichung und deutsche Fassung
Am 9. September 2020 kam der Film in die südkoreanischen Kinos. Bereits am 3. September war er auf dem New York Asian Film Festival zu sehen und am 7. September beim L’Étrange Festival in Frankreich. Es folgten Vorführungen bei weiteren internationalen Festivals und der Film kam in Südkorea, Singapur, Hongkong und Japan in die Kinos. In Deutschland erschien er unter den Titel Beauty Water am 28. Dezember 2021 im Kino. Die deutschsprachige Synchronisation entstand nach dem Dialogbuch sowie unter der Dialogregie von Peter Baatz-Mechler durch die Synchronfirma Iyuno-SDI Group Germany in Berlin. Die Heimveröffentlichung erfolgte am 17. Februar 2022.
| Figur            | Originalsprecher | Deutscher Sprecher |
| ---------------- | ---------------- | ------------------ |
| Ye-ji / Seol-hye | Moon Nam-sook    | Rieke Werner       |
| Mutter von Ye-ji | Kang Si-hyeon    | Sabine Walkenbach  |
| Vater von Ye-ji  | Kim So-hyeong    | Lutz Riedel        |
| Ji-hoon          | Jang Min-hyeok   | Julian Tennstedt   |
| Mi-ri            | Kim Bo-young     | Birte Baumgardt    |
| Kosmetikerin     | Jo Hyeon-jeong   | Lisa May-Mitsching |
| Manager          | Choi Seung-hoon  | Dennis Herrmann    |
| Stylistin        | Jung Yoo-jung    | Yamuna Kemmerling  |
| Wachtmeister     | Hwang Chang-yung | Rainer Gerlach     |

## Rezeption
„Die darin liegende Tragik wird aber wie das sichtbare Grauen von einer allzu hölzernen und groben Ästhetik bis in die Belanglosigkeit geglättet.“

## Belege und weiterführende Informationen
1. ↑   Freigabebescheinigung für Beauty Water. Freiwillige Selbstkontrolle der Filmwirtschaft (PDF; Prüfnummer: 208915/K).
2. ↑  Dong Sun-hwa: 'Beauty Water' becomes 1st Korean animated film to win award at Boston Sci-Fi Film Festival. In: The Korea Times. 23. Februar 2021, abgerufen am 22. November 2023 (englisch).
3. 1 2  Beauty Water. In: Deutsche Synchronkartei. Abgerufen am 22. November 2023.
4. ↑  Kinostart auf Anime2you, abgerufen am 19. Februar 2022
5. ↑  Beauty Water auf Schnittberichte, abgerufen am 9. September 2022
6. ↑  Beauty Water. In: Lexikon des internationalen Films. Filmdienst, abgerufen am 8. September 2022.